# Road House (1948)
Road House is een Amerikaanse film noir uit 1948 onder regie van Jean Negulesco. Destijds werd de film in Nederland uitgebracht onder de titel Het huis der vergelding.

## Verhaal
Jefty Robbins is de eigenaar van een nachtclub. Lily Stevens, een zangeres in die nachtclub, heeft een relatie met haar impresario Pete Morgan. Jefty wordt jaloers en hij laat zijn rivaal opdraaien voor een roofoverval. Dan laat hij Pete vrij op borg en hij tracht controle over hem te krijgen. Die pesterijen versterken de verhouding tussen Lily en haar geliefde.

## Rolverdeling
| Acteur          | Personage     |
| --------------- | ------------- |
| Ida Lupino      | Lily Stevens  |
| Cornel Wilde    | Pete Morgan   |
| Celeste Holm    | Susie Smith   |
| Richard Widmark | Jefty Robbins |
| O.Z. Whitehead  | Arthur        |
| Robert Karnes   | Mike          |
| George Beranger | Lefty         |
| Ian MacDonald   | Commissaris   |
| Grandon Rhodes  | Rechter       |